# Georg-von-Peuerbach-Gymnasium
Das Georg-von-Peuerbach-Gymnasium ist eine Allgemeinbildende Höhere Schule in Linz-Urfahr mit den drei Schulzweigen Gymnasium, Realgymnasium und Sportgymnasium („Sportgymnasium Peuerbachstraße“). Es werden an der Schule rund 800 Schüler von rund 80 Lehrkräften unterrichtet. Der Namensgeber der Schule war Georg von Peuerbach, ein Mathematiker und Astronom zur Zeit des Frühhumanismus.

## Schultypen
Das Georg-von-Peuerbach-Gymnasium ist ein „3-Sparten-Betrieb“ mit einem sprachlich orientierten Gymnasium, einem Realgymnasium (Schwerpunkt Mathematik, Naturwissenschaften) und einem Sport-Realgymnasium.
- Das Sport-Realgymnasium umfasst acht Schuljahre (Klasse 1–8). Die Schüler haben wöchentlich sieben bis acht Sportstunden; in der Oberstufe auch das Unterrichtsfach Sportkunde.

- Das Realgymnasium beginnt nach den ersten beiden Schulstufen in der 3. Klasse mit erweitertem Unterricht aus Mathematik und Naturwissenschaften. In der Oberstufe kommt der Unterrichtsschwerpunkt „vernetztes Denken“ dazu (fächerübergreifender Projektunterricht, vor allem in naturwissenschaftlichen Fächern). In der 8. Klasse wird als fächerübergreifender Unterrichtsgegenstand (Physik/Philosophie) Wissenschaftstheorie unterrichtet.

- Das Gymnasium beginnt in der 3. Klasse mit dem Zusatzfach Spanisch, ab der 5. Klasse kommt noch Latein dazu. Eine schulspezifische Besonderheit ist das Zusatzfach „Soziokulturelles Lernen“ in der Oberstufe, das einen Beitrag zum besseren Verständnis der globalisierten Welt leistet.

## Bildungsangebot
Das Fremdsprachenangebot umfasst Englisch für alle ab der 1. Klasse, einen sechsjährigen Spanischunterricht und vierjährigen Lateinunterricht (Gymnasium), vierjährigen Unterricht wahlweise in den Fächern Französisch, Italienisch bzw. Latein (Realgymnasium und Sport-Realgymnasium). Spanisch kann zusätzlich als Wahlpflichtfach gewählt werden.
Als Alternative zum konfessionellen Religionsunterricht gibt es in der Oberstufe das Unterrichtsfach Ethik.
Sozialen Kompetenzen wird besondere Aufmerksamkeit geschenkt. Dafür steht der Schule das Team „psychosoziales Netzwerk“ zur Verfügung.
Freigegenstände und Übungen, vor allem mit einem breiten musikalischen und sportlichen Spektrum, ergänzen das Angebot.

## Geschichte und Infrastruktur
Das Georg-von-Peuerbach-Gymnasium wurde 1969 als BG/BRG Peuerbachstraße gegründet, das Schulgebäude in der Peuerbachstraße wurde 1971 fertiggestellt und im Jahr 1996 generalsaniert. Die Schule hat neben 30 Klassenräumen je zwei Sonderunterrichtsräume für Musik, Bildnerische Erziehung, Physik, Biologie und Informatik, einen Chemiesaal und drei Werkräume, fünf Sportsäle und großzügig angelegte Sportanlagen im Freien. Für Schüler, die ganztags in der Schule bleiben, wird Tagesbetreuung angeboten.

## Auszeichnungen
- Österreichischer Vizemeister Fußball Oberstufe im Schuljahr 2004/2005;
- Österreichischer Meister Volleyball Mädchen 2003/2004
- Interkulturpreis Oberösterreich 2006 verliehen von Volkshilfe und oö. Gesellschaft für Kulturpolitik für Sozialprojekte und für den Schwerpunkt „globale Bildung“ in der Oberstufe
- 2. Preis des Sozialministeriums für soziale Freiwilligenarbeit (2003), ausgezeichnet wurde das Projekt „Kunst ma helfen“
- E-Lisa-Auszeichnung für die Schul-Website 2003
- Österreichischer Bundesmeister Leichtathletik Mädchen Unterstufe 2009
- Österreichischer Vizemeister Beachvolleyball Mädchen 2011
- Österreichischer Meister Volleyball Mädchen 2011
- Österreichischer Vizemeister Beachvolleyball Mädchen 2016
- Österreichischer Vizemeister Volleyball Mädchen 2016

## Bekannte Absolventen und Lehrer
- Karl Aichhorn (* 1964), Musiker, Dirigent, Komponist und Pädagoge
- Klaus Luger